# Guillam Forchondt (I)

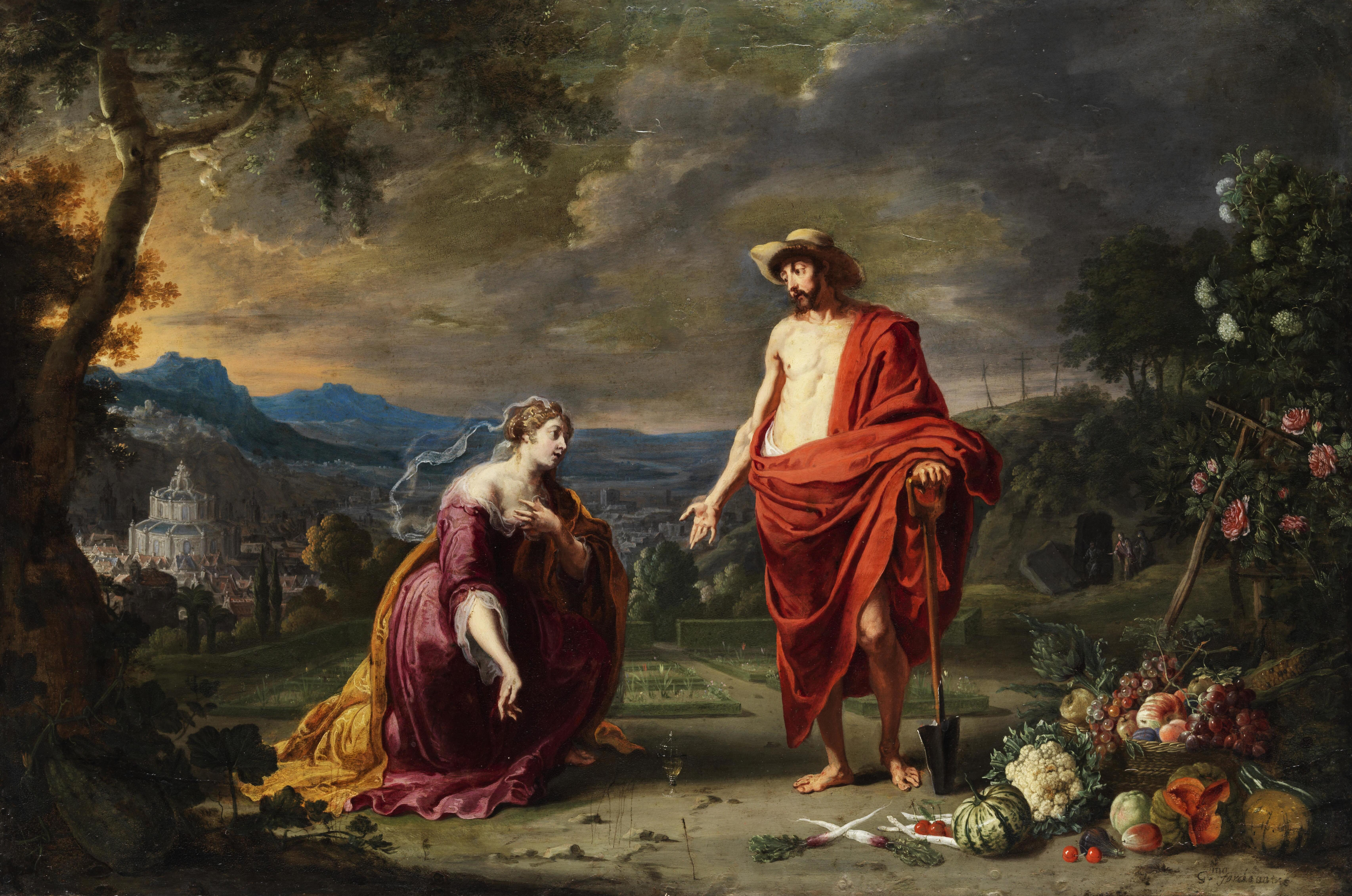
Noli me tangere, door Guillam Forchondt (I) en Willem van Herp

Guillam Forchondt (I) (alternatieve familienamen Forchont en Forchoudt en alternatieve voornamen Willem en Guillam) (Antwerpen, 1608 – aldaar, 1678), was een Brabants fijnmeubelmaker, kunstschilder en kunsthandelaar uit de baroktijd.

## Biografie
Hij werd geboren in Antwerpen als zoon van de fijnmeubelmaker en kunsthandelaar Melchior Forchondt afkomstig uit het vroeger Duitse Frankenstein (het huidige Ząbkowice Śląskie), dicht bij Breslau (nu Wrocław) in Silezië, nu in Polen gelegen. Zijn broer was Melchior de Jonge. De vader had een reputatie opgebouwd in het maken van kunstkasten die versierd waren met olieverfschilderijen, die hij liet schilderen door leden van het Antwerpse Sint-Lucasgilde. Het is niet duidelijk bij wie Guillam Forchondt (I) zijn opleiding tot schilder volgde. Mogelijk leerde hij het vak van zijn vader, die hem ook opleidde tot fijnmeubelmaker.
Guillam werd in 1632 geregistreerd bij het Sint-Lucasgilde als "wijnmeester" (een titel gereserveerd voor de zonen van de leden van het gilde), wat er op duidt dat zijn vader op dat ogenblik nog lid was van het gilde. Zijn vader stierf het volgende jaar. Guillam nam de zaak over die hij uitbouwde tot een van de belangrijkste kunsthandels in Noord-Europa. Hij trouwde op 3 augustus 1636 met Maria Lemmens.
Hun zes zonen en twee dochters speelden een belangrijke rol in de internationale uitbreiding van de kunsthandelactiviteiten van het familiebedrijf.  De oudste zoon Melchior III (1641-1708) werd een schilder en goudsmid en verbleef in Venetië, Parijs, Wenen, Praag, Linz en Passau. Alexander (1643-1683), die een apotheker was, vestigde zich in Wenen waar hij agent was voor de familiezaak en ook hofjuwelier was voor keizer Leopold I. Guilliam of Guilliermo Forchondt de Jonge (1645- tussen 1677 en 1697) woonde zoals zijn broers Melchior en Alexander een periode in Wenen en vestigde zich in 1677 bij zijn broer Justo die in Cadiz in de kunsthandel zat.  Andres Forchondt (1650-1675) vervoegde hen ook in Cadiz waar hij op jonge leeftijd overleed. De jongste zoon Marcus (1651-1706) werd opgeleid als juwelier en kunstschilder en reisde eveneens naar Wenen en Linz, waar hij onder meer in diamanten en juwelen handelde. De dochter Susanna (1637-1711) huwde nooit en als langstlevende telg werd in haar nalatenschap het familiearchief teruggevonden. Marie-Anna was ook actief in het bedrijf net als de weduwe van Guillam na diens dood.
Het cliënteel van de kunsthandel was erg uitgebreid en omvatte vele invloedrijke personages uit die tijd zoals de keizer van Oostenrijk en de vorsten van Liechtenstein. Zo kocht Hans-Adam I, vorst van Liechtenstein rond 1700 het aan Rubens toegeschreven werk Kindermoord te Bethlehem (uit 1611–12) van de firma Forchondt.

## Dozijnschilder
In de jaren 1670 ondergingen de Habsburgse Nederlanden een ernstige economische neergang grotendeels te wijten aan een Franse invasie. Guillam Forchondt de jonge en zijn broer Melchior werden ondernemers die mindere schilders lieten werken aan groepsprojecten zoals grote opdrachten voor het kopiëren van beroemde werken of grote decoratieve voorwerpen zoals hun vader had behandeld. Vaak werden werken geproduceerd die kopieën of pastiches waren van composities van Peter Paul Rubens, Anthony van Dyck en historieschilders van de tweede rang, zoals Gerard Seghers en Jan Boeckhorst. Op een gegeven ogenblik hadden de gebroeders Forchondt 60 schilders in dienst voor de export naar Frankrijk, Oostenrijk, Spanje en Portugal.
Onder de schilders die in hun dienst stonden bevonden zich onder meer Franciscus Hamers die lid werd van het Sint-Lucasgilde in 1674 en Peter van de Velde. Schilders zoals Willem van Herp (I), Michiel II Coignet, Abraham Willemsens en Pieter van Lint werkten ook vaak voor hen aan opdrachten. Guillam Forchondt schilderde ook regelmatig geheel of gedeeltelijk schilderopdrachten die de firma ontving. Forchond verschafte de kunstenaars vaak de materialen zoals koperplaten waarmee ze het kunstwerk konden produceren.
Er was in die tijd een grote vraag in het buitenland en meer in het bepaald Spanje naar schilderijen in de stijl van de grote meesters zoals Rubens en Anthony van Dyck. Plaatelijk residiërende handelaren zoals de Forchondts bevorderden de invoer van zulke schilderijen. De religieuze werken waren vaak geschilderd op koper, een schildersmedium dat in Spanje erg werd gewaardeerd, zowel omwille van haar duurzaamheid als haar glanzende afwerking. Deze groepswerken speelden een belangrijke rol in de verspreiding van schilderijen op koper in Mexico waar ze verspreid werden door middel van de handel van Spanje met Latijns-Amerika.  
Hoewel hij waarschijnlijk zijn collega's in het gilde een dienst bewees door hen opdrachten te verschaffen en nieuwe exportkanalen voor de verkoop, vermeldde de Nederlandse biograaf Arnold Houbraken Guillam Forchondt nooit met naam maar hij verwees waarschijnlijk naar hem en zijn familie als hij schreef over de keelbeulen van Antwerpen.